# Garioch Pursuivant
Garioch Pursuivant of Arms é um oficial de armas privado designado pelo Chefe do Nome e Armas de Mar - atualmente Margaret de Mar, 31ª Condessa de Mar. Havia um Garioch Pursuivant ao conde de Mar pelo menos desde 1503.  De 1975 a 1986, o cargo foi ocupado por John George Esq, Kintyre Pursuivant 1986-2000. De 1986 a 2008, o cargo foi ocupado por David Gordon Allen d'Aldecamb Lumsden, barão feudal de Cushnie Lumsden, que foi um dos patrocinadores dos Jogos das Terras Aboyne; e foi sucedido por seu sobrinho, Hugh David Paul de Laurier Esq. Em janeiro de 2013, o tenente-coronel Laurence de Mar, MA, FSA Scot, ATCL, RN foi nomeado Garioch Pursuivant.